# Bachan
Bachan (hebr. בחן) – kibuc położony w  samorządzie regionu Emek Chefer, w Dystrykcie Centralnym, w Izraelu.
Leży w Dolinie Hefer, na granicy równiny Szaron z zachodnią częścią Samarii, w otoczeniu miasteczka Zemer, moszawów Gan Joszijja i Omec, oraz wioski Bat Chefer. Na wschód od kibucu przebiega granica terytoriów Autonomii Palestyńskiej, która jest strzeżona przez mur bezpieczeństwa. Po stronie palestyńskiej znajduje się miasto Tulkarm.
Członek Ruchu Kibuców (Ha-Tenu’a ha-Kibbucit).

## Historia
Kibuc został założony w 1954 przez żydowskich imigrantów z Ameryki Południowej. Początkowo była to typowa osada rolniczo-obronna położona przy granicy z Jordanią.

## Kultura i sport
W kibucu znajduje się ośrodek kultury, basen pływacki, boisko do piłki nożnej oraz korty tenisowe.

## Gospodarka
Gospodarka kibucu opiera się na intensywnym rolnictwie, sadownictwie i hodowli kwiatów.
W północno-wschodniej części kibucu znajdują się zakłady chemiczne Hamma Industrial Chemicals Ltd.

## Turystyka
Tutejszą atrakcją turystyczną jest ogród botaniczny Park Utopia, który koncentruje się na hodowli różnorodnych kwiatów. Jest tutaj prezentowanych około 10 tys. storczyków. Wśród terenów zielonych poprowadzono alejki i wytyczono tereny rekreacyjne. Jest to popularne miejsce spędzania wolnego czasu przez całe rodziny, szczególnie atrakcyjne dla dzieci.

## Komunikacja
Na zachód od kibucu przebiega autostrada nr 6, brak jednak możliwości bezpośredniego wjazdu na nią. Z kibucu wyjeżdża się na zachód na drogę nr 5714, którą jadąc na północ dojeżdża się do drogi nr 574 i miasteczka Zemer, lub jadąc na południe dojeżdża się do wioski Bat Chefer i drogi nr 5803, którą jedzie się na zachód do moszawu Gan Joszijja.